# Adriatische Basketballliga 2024/25
Die Adriatische Basketballliga Saison 2024/25 war die 24. Saison der Adriatischen Basketballliga. An der Saison 2024/25 nahmen 16 Mannschaften aus 6 Ländern teil. Die Saison begann am 20. September 2024 und endete am 5. Mai 2025. Anschließend folgten die Play-off-Spiele den acht besten Teams. Meister wurde zum achten Mal Partizan Belgrad.

## Turnierformat
In der regulären Saison spielten 16 Mannschaften eine Doppelrunde jeder gegen jeden. Anschließend spielten die ersten acht Mannschaften die Play-offs. Für den Gesamtsieg waren drei Siege notwendig.

### Teilnehmende Mannschaften
| Land                         | Team                   | Stadt             | Spielort (Kapazität)             |
| ---------------------------- | ---------------------- | ----------------- | -------------------------------- |
| Bosnien und Herzegowina      | KK Igokea              | Aleksandrovac     | Sporthalle Laktaši (3.000)       |
| Kroatien                     | KK Cibona Zagreb       | Zagreb            |                                  |
| Slowenien                    | KK Cedevita Olimpija   | Ljubljana         | Arena Stožice (12.500)           |
| Kroatien                     | KK Zadar               | Zadar             | Dvorana Krešimira Ćosića (9.000) |
| Montenegro                   | KK Budućnost Podgorica | Podgorica         | Sportski centar Morača (5.000)   |
| Montenegro                   | KK Mornar Bar          | Bar               | Sportski centar Topolica (3.000) |
| Serbien                      | KK Roter Stern Belgrad | Belgrad           | Pionir-Halle (8.150)             |
| Serbien                      | KK Partizan            | Belgrad           | Pionir-Halle (8.150)             |
| Slowenien                    | KK Krka                | Novo Mesto        |                                  |
| Kroatien                     | KK Split               | Split             |                                  |
| Serbien                      | KK Borac Čačak         | Čačak             | Hala Borca kraj Morave           |
| Montenegro                   | KK Studentski centar   | Podgorica         | Morača (6.000)                   |
| Serbien                      | KK FMP Beograd         | Belgrad           | Železnik-Halle (3.000)           |
| Serbien                      | KK Mega Basket         | Sremska Mitrovica |                                  |
| Serbien                      | Spartak Subotica       | Subotica          | Dudova Šuma Sports Hall (2.000)  |
| Vereinigte Arabische Emirate | Dubai Basketball       | Dubai             | Coca-Cola Arena (17.000)         |

## Reguläre Saison 2024/25
Die Spiele der regulären Saison fanden vom 20. September 2024 bis zum 5. Mai 2025 statt.
| Platz | Team                   | Spiele | Siege | Niederlagen | Körbe     | Punkte |
| ----- | ---------------------- | ------ | ----- | ----------- | --------- | ------ |
| 1     | KK Budućnost Podgorica | 30     | 26    | 4           | 2699:2320 | 56     |
| 2     | KK Partizan            | 30     | 26    | 4           | 2719:2246 | 56     |
| 3     | Dubai Basketball       | 30     | 25    | 5           | 2633:2324 | 55     |
| 4     | KK Roter Stern Belgrad | 30     | 23    | 7           | 2672:2365 | 53     |
| 5     | KK Igokea              | 30     | 19    | 11          | 2628:2599 | 49     |
| 6     | KK Cedevita Olimpija   | 30     | 19    | 11          | 2545:2400 | 49     |
| 7     | Spartak Subotica       | 30     | 17    | 13          | 2563:2467 | 47     |
| 8     | KK Mega Basket         | 30     | 16    | 14          | 2479:2454 | 46     |
| 9     | KK Zadar               | 30     | 14    | 16          | 2300:2282 | 44     |
| 10    | KK FMP Beograd         | 30     | 14    | 16          | 2389:2551 | 44     |
| 11    | KK Studentski centar   | 30     | 11    | 19          | 2551:2642 | 41     |
| 12    | KK Borac Čačak         | 30     | 10    | 20          | 2261:2482 | 40     |
| 13    | KK Split               | 30     | 9     | 21          | 2308:2483 | 39     |
| 14    | KK Krka                | 30     | 5     | 25          | 2457:2645 | 35     |
| 15    | KK Cibona Zagreb       | 30     | 4     | 26          | 2291:2666 | 34     |
| 16    | KK Mornar Bar          | 30     | 2     | 28          | 2243:2812 | 32     |

## Play-offs
Die Play-off-Spiele begannen am 9. Mai und endeten am 12. Juni 2025.